# Calycopis cyanus
Calycopis cyanus is een vlinder uit de familie van de Lycaenidae. De wetenschappelijke naam van de soort werd als Thecla cyanus in 1920 gepubliceerd door Max Draudt.